# Beli tigar (mitologija)
Beli tigar (kineski: 白虎 Báihǔ) je jedan od četiri simbola kineskih sazvežđa. On se ponekad naziva i Beli tigar Zapada (kineski: 西方白虎; pinjin: Xīfāng Báihǔ), a poznat je i kao Bajhu na kineskom, Bjako na japanskom. On predstavlja zapad u smislu smera i jesenju sezonu.

## Sedam kuća Belog tigra
Kao i kod ostala tri simbola, u okviru Belog tigra postoji sedam astroloških „kuća” (Mesečevih položaja). Imena i odrednice su:
| Br. kuće | Ime (pinjin) | Prevod          | Odredišna zvezda |
| -------- | ------------ | --------------- | ---------------- |
| 15       | 奎 (Kuí)     | Noge            | Eta Andromedae   |
| 16       | 婁 (Lóu)     | Veza            | Beta Arietis     |
| 17       | 胃 (Wèi)     | Stomak          | 35 Arietis       |
| 18       | 昴 (Mǎo)     | Dlakava glava   | Alkion           |
| 19       | 畢 (Bì)      | Mreža           | Epsilon Tavri    |
| 20       | 觜 (Zī)      | Kornjačin kljun | Lambda Orio      |
| 21       | 參 (Shēn)    | Tri zvezde      | Alnitak          |

## Poreklo
U kineskoj kulturi, tigar je kralj zveri i vekovima mu je na čelu predstavljan znak 王 (pinjin: wáng; doslovno: "kralj"). Prema legendi, tigrov rep bi pobeleo kada bi dostigao starost od 500 godina. Na taj način je beli tigar postao neka vrsta mitološkog bića. Prema predanju beli tigar se pojavljuje tek kada car vlada apsolutnom vrlinom, ili ako bude mira u celom svetu. Budući da bela boja teorije Vu Singa takođe predstavlja zapad, Beli Tigar je postao mitološki čuvar zapada.

## U fikciji
- U seriji Bejblejd, Rej Konova zver Driger je zasnovana na ovome.
- U romanu Priče o dinastiji Tang (kineski: 隋唐演義), navodi se da je reinkarnacija zvezde Belog tigra general Luo Čeng (uprošćeni kineski: 罗成; tradicionalni kineski: 羅成), koji je služio u Valang armiji (kineski: 瓦岗军) i kasnije pod Li Šiminom, a za reinkarnaciju zvezde Azurnog zmaja se navodi da je to pobunjenički general Šan Sjungsin (uprošćeni kineski: 单雄信; tradicionalni kineski: 單雄信), koji je služio Vang Šičungu. Njih dvoje su zakleta braća Čin Šubao i Čeng Jaođin. Navodi se da njihove duše nakon smrti poseduju telo novih junaka iz dinastija Tang i Gogurjeo, Sju Žengui (uprošćeni kineski: 薛仁贵; tradicionalni kineski: 薛仁貴) i Jeon Gaesomun (淵蓋蘇文).
- U Gosei Sentaj Dajrendžeru, lik po imenu Kibarenger koristi Bjako motiv, sa svojim mačem koji se zove Bjakošinken (白虎真剣, kombinacija japanske reči za Belog tigra i šinken), i njegovog gigantskog robota Von Tigra. Uloga tog lika je kasnije promenjena u seriji Moćni Morfin Moćni rendžeri u Beli rendžer.
- U B-Dejman Fajreblastu, Bakuga Šira poseduje Kreis Rajdra, B-dejmana sa belim tigrom zapada kao svojom B-životinjom.
- U Digimonu, Bajhumon je zasnovan na Belom tigru.

- U Zagonetkama & Zmajevima, Beli Tigar je inkarniran kao devojčica po imenu Haku. Ona je deo kineskog Panteona, koji sadrži ostala četiri simbola; Vermilionsku pticu, Crnu kornjaču i Azurnog zmaja.
- U Ju Ju Hakušo, Bjako je prikazan kao član grupe podzemlja, Četiri zveri.
- U Kajli Čanovoj seriji Sjuen Vu, on je prikazan kao ženskaroški tigar koji je inače nežan i odan.
- U seriji Fušigi Jugi, priča Fušigi Jugi Bjako Senki posvećena je nastojanju Suzuno Osugija da postane sveštenica Bjako.
- Na događaju Nadgledanje za kinesku novu godinu 2018. (Godina psa), Genđi ima kožu inspirisanu Belim tigrom.
- U video igri Finalna fantazija XIV: Stormblad, Bjako se javlja kao šef u potprojektu Četiri lorda, pojavljujući se kao beli tigar koji se transformiše u džinovskog humanoida pri čemu desna ruka zadržava elemente tigarske forme.
- U seriji Kung Fu Panda: Šape sudbine, on je jedno od Četiri sazvežđa, koji je iscelitelj grupe. Njegov či koristi brza-na-obaraču i nasilna Đing, što joj omogućava da leči i pacifikuje druge.
- U , klasa Hojoung je zasnovana na Belom tigru.

## Literatura
- Book of Jin, volume 11–13 (晉書·天文志)
- Huainanzi, volume 3 (淮南子·天文訓)
- Needham, J. (1974). „Astronomy in Ancient and Medieval China”. Philosophical Transactions of the Royal Society of London. Series A, Mathematical and Physical Sciences. 276 (1257): 67—82. JSTOR 74275.". Philosophical Transactions of the Royal Society of London. „Series A,”. Mathematical and Physical Sciences. 276 (1257)., The Place of Astronomy in the Ancient World (May 2, 1974)
- Sun, Xiaochun (1997). Encyclopaedia of the History of Science, Technology, and Medicine in Non-Western Cultures.
- „The Chinese Sky”. International Dunhuang Project. Архивирано из оригинала 2012-07-10. г. Приступљено 2011-06-25.
- Sun, Xiaochun (1997).  Helaine Selin, ур. Encyclopaedia of the History of Science, Technology, and Medicine in Non-Western Cultures. Kluwer Academic Publishers. стр. 517. ISBN 0-7923-4066-3. Приступљено 2011-06-25.
- Sun, Xiaochun (1997). Encyclopaedia of the History of Science, Technology, and Medicine in Non-Western Cultures.
- Chung, Saehyang P. (1990). „A Study of the Daming Palace: Documentary Sources and Recent Excavations”. Artibus Asiae. 50 (1/2): 23—72. JSTOR 3250086. doi:10.2307/3250086.
- Wechsler, Howard J. (1979). „The Founding of the T'ang Dynasty: Kao-tsu (Reign 618–26)”.  Ур.: Twitchett, Dennis. The Cambridge History of China, Volume 3: Sui and T'ang China, 589–906, Part I. Cambridge: Cambridge University Press. стр. 150—187. ISBN 978-0-521-21446-9.
- Bhat, R. B.; Wu, C. (2014). Xuan Zhang's mission to the West with Monkey King. New Delhi: Aditya Prakashan.
- Fu, James S. (1977). Mythic and Comic Aspects of the Quest. Singapore: Singapore University Press.
- Gray, Gordon; Wang, Jianfen (2019). „The Journey to the West: A Platform for Learning About China Past and Present”. Education About Asia. 24 (1).[мртва веза]
- Hsia, C.T. (1968). „The Journey to the West”. The Classic Chinese Novel. New York: Columbia University Press. стр. 115–164.
- Jenner, William John Francis (1984). „Translator's Afterword”. Journey to the West. 4 (Seventh изд.). Beijing: Foreign Languages Press. стр. 2341—2343.
- ——— (3. 2. 2016). „Journeys to the East, 'Journey to the West”. Los Angeles Review of Books.
- Kao, Karl S.Y. (октобар 1974). „An Archetypal Approach to Hsi-yu chi”. Tamkang Review. 5 (2): 63—98.
- Plaks, Andrew (1987). The Four Masterworks of the Ming Novel. Princeton: Princeton University Press. стр. 183–276.
- ——— (1994). „The Journey to the West”.  Ур.: Miller, Barbara S. Masterworks of Asian Literature in Comparative Perspective. New York: M.E. Sharpe. стр. 272—284.
- Wu, Shelly (2005). Chinese Astrology. The Career Press. ISBN 1-56414-796-7.
- Ting, Julian (2014),  占星學量子, createspace, ISBN 978-149373455-9
- 何, 丙郁 (2003), Chinese mathematical astrology : reaching out to the stars, Routledge, ISBN 0415297591.
- Levitt, Ellen Dorn (2013). Fate A Chinese Zodiac (на језику: енглески) (1st изд.). London: Center Press, John L. Norris Art Center, Lyndon Institute. стр. 1—130.
- Kistemaker, Jacob, Sun, Xiaochun (1997). The Chinese sky during the Han: constellating stars and society. Leiden: Brill. ISBN 978-90-04-10737-3.
- „"Almanac" "lunar" zodiac beginning of spring as the boundary dislocation? — China Network”. 16. 2. 2009. Приступљено 5. 1. 2011.
- Franglen, Nora (2013). Simple Guide to Five Element Acupuncture (1st изд.). Singing Dragon. стр. 30—55. ISBN 9781848191860.
- Alan Davidson, Tom Jaine, The Oxford companion to food, p. 305, article on "five grains of China"
- Yang, Lihui;  . (2005). Handbook of Chinese Mythology. Oxford University Press. ISBN 978-0-19-533263-6.. Handbook of Chinese Mythology. New York: Oxford University Press.
- Eggleton, P. P.; Tokovinin, A. A. (септембар 2008), „A catalogue of multiplicity among bright stellar systems”, Monthly Notices of the Royal Astronomical Society, 389 (2): 869—879, Bibcode:2008MNRAS.389..869E, S2CID 14878976, arXiv:0806.2878 , doi:10.1111/j.1365-2966.2008.13596.x .
- van Rensbergen, W.; De Loore, C.; Jansen, K. (фебруар 2006), „Evolution of interacting binaries with a B type primary at birth”, Astronomy and Astrophysics, 446 (3): 1071—1079, Bibcode:2006A&A...446.1071V, doi:10.1051/0004-6361:20053543 .
- „The Colour of Stars”, Australia Telescope, Outreach and Education, Commonwealth Scientific and Industrial Research Organisation, 21. 12. 2004, Архивирано из оригинала 18. 3. 2012. г., Приступљено 2012-01-16.
- van Leeuwen, Floor (новембар 2007), „Validation of the new Hipparcos reduction”, Astronomy and Astrophysics, 474 (2): 653—664, Bibcode:2007A&A...474..653V, S2CID 18759600, arXiv:0708.1752v1 , doi:10.1051/0004-6361:20078357. Note: see VizieR catalogue I/311.
- Borgman, J. (децембар 1960), „Seven-Colour Photometry of O, B and A Stars”, Bulletin of the Astronomical Institutes of the Netherlands, 15: 255, Bibcode:1960BAN....15..255B.
- Evans, D. S. (20—24. 6. 1966). „The Revision of the General Catalogue of Radial Velocities”.  Ур.: Batten, Alan Henry; Heard, John Frederick. Determination of Radial Velocities and their Applications, Proceedings from IAU Symposium no. 30. University of Toronto: International Astronomical Union (објављено 1967). стр. 57—63. Bibcode:1967IAUS...30...57E.
- Abt, Helmut A.; Levato, Hugo; Grosso, Monica (јул 2002), „Rotational Velocities of B Stars”, The Astrophysical Journal, 573 (1): 359—365, Bibcode:2002ApJ...573..359A, doi:10.1086/340590 .
- Crawford, D. L.; Barnes, J. V.; Golson, J. C. (1971), „Four-color, Hbeta, and UBV photometry for bright B-type stars in the northern hemisphere”, The Astronomical Journal, 76: 1058, Bibcode:1971AJ.....76.1058C, doi:10.1086/111220.
- Tetzlaff, N.; Neuhäuser, R.; Hohle, M. M. (јануар 2011), „A catalogue of young runaway Hipparcos stars within 3 kpc from the Sun”, Monthly Notices of the Royal Astronomical Society, 410 (1): 190—200, Bibcode:2011MNRAS.410..190T, S2CID 118629873, arXiv:1007.4883 , doi:10.1111/j.1365-2966.2010.17434.x .
- Zorec, J.;  . (јул 2009), „Fundamental parameters of B supergiants from the BCD system. I. Calibration of the (λ_1, D) parameters into Teff”, Astronomy and Astrophysics, 501 (1): 297—320, Bibcode:2009A&A...501..297Z, S2CID 14969137, arXiv:0903.5134 , doi:10.1051/0004-6361/200811147.
- Pasinetti Fracassini, L. E.;  . (фебруар 2001), „Catalogue of Apparent Diameters and Absolute Radii of Stars (CADARS) - Third edition - Comments and statistics”, Astronomy and Astrophysics, 367 (2): 521—524, Bibcode:2001A&A...367..521P, S2CID 425754, arXiv:astro-ph/0012289 , doi:10.1051/0004-6361:20000451.
- Hohle, M. M.; Neuhäuser, R.; Schutz, B. F. (април 2010), „Masses and luminosities of O- and B-type stars and red supergiants”, Astronomische Nachrichten, 331 (4): 349, Bibcode:2010AN....331..349H, S2CID 111387483, arXiv:1003.2335 , doi:10.1002/asna.200911355.